# Ukrán szókészlet
Az ukrán szókészlet legnagyobb része, mint a szláv nyelveké általában, a protoszláv nyelvből örökölt, de ezeken kívül számos jövevényszava is van, főleg két szomszédos másik szláv nyelvből, a lengyelből és az oroszból, amelyekből tükörfordítások is vannak. Ezeken kívül nyugati nyelvekből is átvett szavakat, főleg orosz közvetítéssel. Az 1990-es évek óta az ukrán nyelv legfontosabb jövevényforrása az angol nyelv.
Shevelov 1993 két-két 300 szavas szövegen megejtett statisztika szerint az örökölt és a jövevényszavak egymáshoz viszonyított súlya nagyjából az alábbi táblázatból tűnik ki:
| Szavak eredete    | Szavak száma        | Szavak száma       |
| Szavak eredete    | Szépirodalmi szöveg | Nyelvészeti szöveg |
| ----------------- | ------------------- | ------------------ |
| Örökölt szavak    | 216                 | 150                |
| Lengyel szavak    | 8                   | 23                 |
| Orosz szavak      | 16                  | 9                  |
| Nemzetközi szavak | 8                   | 72                 |

Viszonylag nagyon fontos szerepe van az ukrán nyelvben a szóalkotásnak. A szóképzés és a szóösszetétel egyformán fontosak.

## Örökölt szavak, jövevényszavak és tükörfordítások
Az alapszókincs legnagyobb része örökölt és megosztott a többi szláv nyelvvel, főleg a két másik keleti szláv nyelvvel, az orosszal és a belarusszal. Néhány szóosztály, amelyekhez ilyen szavak tartoznak az alábbi:
- rokonság: брат ’fivér’, мати ’anya’, сестра ’nővér’, син ’vki fia’ stb.;[5]
- személyes névmások: я ’én’, ти ’te’, він ’ő’ (hímnem), ми ’mi’;
- a ház és berendezése: дім ’ház’, стіл ’asztal’ stb.;
- igék: читати ’olvasni’,[6] писати ’írni’, ходити ’járni’ stb.;
- melléknevek: зелений ’zöld’, молодий ’fiatal’, старий ’öreg’ stb.

A nyelvtörténet során a jövevényforrások fontossága azoktól a körülményektől függött, amelyek Ukrajna különböző történelmi időszakait jellemezték.
A régi ukrán nyelv időszakában (10–13. század) az írástudók írott nyelvezetében az óegyházi szláv nyelvből származó jövevényszavak voltak túlnyomóak. Ezek közül olyanok maradtak meg, mint дух (’eredetileg ’lélek’, majd ’elme, szellem’), блаженство ’boldogság’ (eredetileg a szenteké). E nyelv közvetítésével görög szavak is bekerültek a nyelvbe, pl. ангел ’angyal’. Ugyanakkor a beszélt nyelv a terület keleti és déli részén élő török nyelveket beszélő törzsek szavaiból vett át olyanokat, mint богатир ’hős, vitéz’ vagy товар ’áru’.
A középukrán nyelv idejében (15–18. század) érintette a nyelvet az első nagy idegen hatás, a lengyel nyelvé. Ez hozzájárult a kor közigazgatása nyelvezetének a kialakulásához, és közvetítette a kultúrához, a tudományokhoz, az elvont gondolkodás területéhez tartozó egyes nyugati szavak átvételét. A lengyel hatás meggyengült 1720 után, amikor Ukrajna legnagyobb része az Orosz Birodalomhoz került, de a 19. században, bár kisebb mértékben, újból megnyilvánult ukrán értelmiségiek azon szándéka nyomán, hogy korlátozzák az orosz hatást. Lengyel jövevények példái вуста ’száj’, груди ’mell’, цікавий ’érdekes’, рахунок ’számla’. Ugyancsak a 15–18. században főleg a zaporozsjei kozákok katonai terminológiája, de az állattenyésztés, a kertészkedés, a ruházat és a zene szókincse is török és tatár szavakat vett át.
1720 után a legnagyobb idegen hatás az orosz nyelvé volt. Az újonnan megjelenő reáliák megnevezése főleg ebből került az ukránba. Szintén orosz közvetítéssel kerültek a nyelvbe jövevényszók a nyugati nyelvekből, pl. серйозний ’komoly’, інтерес ’érdek’, оригінальність ’eredetiség’ stb.
Szavakon kívül jövevény prefixumok (előképzők) is vannak az ukránban. Azokat tekintik ilyeneknek, amelyeket idegen szavak részeként vettek át, majd őshonos szavakra is alkalmazták. Ilyenek például:
архіважливий ’rendkívül fontos’;
ультракороткий ’ultrarövid’;
прозахідний ’nyugatbarát’.
A tükörfordítás is eszköze a szókészlet gyarapításának. Ennek példái:
кілька ’néhány’ + -ість → кількість ’mennyiség’, a lengyel ile ’néhány’ + -ość → ilość ’mennyiség’ nyomán;
спільний ’közös’ → спілкування ’érintkezés, kommunikáció’, az orosz общий ’közös’ → общeние ’érintkezés, kommunikáció’ nyomán.

### A jövevényszavak beillesztése a nyelv rendszerébe
A jövevények beillesztése általában az ukrán nyelv alaktani szabályainak alkalmazásával történik. Eszerint a mássalhangzóra és az a-ra végződő főneveket úgy ragozzák, mint az ilyen ukránokat, eredeti nemüktől függetlenül. Például a флот ’flotta’ < francia flotte (nőnem) úgy ragozandó, mint az ilyen mássalhangzóra végződő hímnemű ukrán főnevek. Azonban nem ragozzák azokat az idegen szavakat, amelyek olyan magánhangzókra végződnek, amelyek nincsenek meg az ukránban szavak alapalakjának (egyes szám alanyesetben) végén (у [u], ю [ju] és i [i]), pl. зебу ’zebu’, поні ’póni’, інтерв’ю ’interjú’. Olyanokat sem ragoznak amelyek o vagy e végződésűek, bár ilyenek az ukrán semleges nemű szavak, pl. динго ’dingó’, пюре ’püré’. Mégis az ilyen szavak is kapnak nemet, amely abból tűnik ki, hogy semleges nemben egyeztetik velük az egyeztetendő szavakat.
A jövevény melléknevek alapalakja ukrán képzőt és az -ий ragot kapja, pl. геніальний ’lángeszű’.
Idegen igét általában úgy illesztenek be, hogy átveszik a tövét, amelyhez hozzáadják az -у- kötőhangzót, ehhez a -ва- képzőt, és hozzá a főnévi igenév -ти képzőjét. Példaként íme a német montieren beillesztése: монт- + -у- + -ва- + -ти → монтувати ’szerelni’. Az ige kijelentő mód jelen idő egyes szám 1. személyű alakja монт- + -у- + -ю rag → монтую ’szerelek’.
A jövevény igéknek rendszerint nincs a szláv nyelvekre jellemző két igeszemlélet szerinti alakjuk, tehát folyamatos szemléletűekként is, és befejezett szemléletűekként is használják őket. Mégis egyes viszonylag régebben a nyelvbe kerülteknek alakul párjuk befejezett szemléletű igét képző prefixummal, a prefixum nélküli alakok pedig folyamatos szemléletűek lesznek, pl. арештувати – заарештувати ’letartóztatni’.

## Szóalkotás

### Főnevek alkotása
Az ukrán nyelvben úgy a szóképzés, mint a szóösszetétel fontos eszközei főnevek alkotásának.
Főnevek képzése történhet:
- utóképzővel, pl. моряк ’tengerész’ (< море ’tenger’);
- előképzővel: безкрай ’végtelen tér’ (< без ’nélkül’ + край ’vég’);
- utóképző elvonásával: напис ’felirat’ (< написати ’írni’).

Összetett képzők is vannak, például a вазочка ’vázácska’ szó alkotása esetében (< ваза ’váza’ + csak összetett képzőkben használt -оч- + -ка egyedül is használt kicsinyítő képző).
A képzés alapszava lehet:
- egy másik főnév: шахта ’bánya’ > шахтар ’bányász’;
- melléknév: старий ’öreg’ > старець ’öregember’;
- ige: співати ’énekelni’ > співак ’énekes’.

Egyes főnevek alkotásában előképző is, és utóképző is részt vesz, többnyire előbb csak az egyik, majd a másik, pl.
співробітник ’munkatárs’ (< робота ’munka’ + -ник → робітник ’munkás, dolgozó’, majd спів- + робітник).
Más főnevek szóösszetételek. Ezek szerkezete főnév vagy melléknév töve (beleértve sorszámnévé) + főnév vagy ige töve + esetleg utóképző. A két összetevő között csaknem mindig kötőhangzó van: -o-, ritkábban -e-.
A szóösszetétel történhet képzés nélkül vagy ezzel egyszerre:
- képzés nélkül:
  - két főnév: ліс ’erdő’ + парк ’park’ > лісопарк ’parkerdő’;
  - főnév + ige: лист ’falevél’ + падати ’esni’ > листопад ’november’;
  - melléknév + főnév: перший ’első’ + джерело ’forrás’ (átvitt értelemben) > першоджерело ’elsődleges forrás’;
- képzéssel:
  - főnév + ige + képző: вогонь ’tűz’ + гасити ’oltani’ + -ник > вогнегасник ’tűzoltó készülék’;
  - melléknév + főnév + képző: перший ’első’ + клас ’osztály’ + -ник > першокласник ’elsőosztályos (tanuló)’;
  - főnév + melléknév + képző: вогонь ’tűz’ + тривкий ’ellenálló’ + -ість > вогнетривкість ’tűzállóság’;
  - melléknév + ige+ képző: голосний ’hangos’ + мовити ’mondani, beszélni’ + -ник > голосномовник ’hangosbeszélő’.

### Melléknevek alkotása
Melléknevek elsősorban utóképzőkkel keletkeznek, de előképzőkkel is, olykor mindkétféle képzővel.
Az alapszó lehet:
- más melléknév: жовтий ’sárga’ > жовтавий ’sárgás’;
- főnév: дерево ’fa’ дерев’яний ’fából való’;
- ige: рівняти ’összehasonlítani’ > незрівнянний ’összehasonlíthatatlan’; читати ’olvasni’ > читальний ’olvasó-’ (pl. terem);
- tőszámnév: два ’kettő’ > подвійний ’kettős, dupla’;
- időhatározó-szó: завтра ’holnap, másnap’ > завтрашній ’holnapi, másnapi’;

Vannak csak előképzővel alkotott melléknevek is, pl. поза- ’kívül’ + школа > позашкільний ’iskolán kívüli’.
Az összetett melléknevek lehetnek többé vagy kevésbé összeforrottak. Elvileg csak az utóbbiakat írják kötőjellel. Például egy olyan összetett melléknév, amely különböző színű részekből álló tárgyat minősít, kevésbé összeforrottnak számít (pl. жовто-блакитний ’sárga-kék’), olyan pedig, amely színárnyalatot fejez ki – összeforrottabbnak, pl. жовтогарячий ’tűzsárga’ (szó szerint ’sárgaégő’).
Összetevőik lehetnek:
- két melléknév: a fenti példák;
- melléknév + főnév, amelyhez a melléknév ragjai járulnak: синій ’kék’ + око ’szem’ > синьоокий ’kék szemű’;
- főnév + főnévből képzett melléknév: життя ’élet’ + радісний ’örömteli’ (< радість ’öröm’) > життєрадісний ’életörömmel teli’;
- főnév + melléknévi igenév: вогонь ’tűz’ + пальний (< палити ’(tűzfegyverrel) lőni’) > вогнепальний ’(tűzfegyverből) kilőhető’;
- tőszámnév + főnévből képzett melléknév: два ’kettő’ + мовний (< мова ’nyelv’) > двомовний ’kétnyelvű’;
- határozószó + melléknévi igenév: густо ’sűrűn’ + населений ’lakott’ > густонаселений ’sűrűn lakott’;
- főnév + a видний ’látható’ melléknévi igenév: грушa ’körte’ + видний > грушовидний ’körtére hasonlító’.

### Igék alkotása

#### Utóképzőkkel
Utóképzőkkel más szófajú szavakból (főnevekből és melléknevekből) keletkeznek igék.
A -ва- képző nagyon termékeny. Eléje az -у- vagy a -ю kötőhangzó kerül, utána meg a főnévi igenév képzője (-ти). Ezzel képződtek igék örökölt szavakból a nyelv régebbi időszakaiban (pl. чарувати ’varázsolni’ < чар ’varázs’, марнувати < марний ’hasztalan’), majd közelebbi időszakokban, pl. голосувати ’szavazni' < голос ’hang’. Ugyancsak ezzel a képzővel illesztik az ukrán igerendszerbe az idegen igéket, pl. ідеалізувати ’idealizálni’.
Melléknevekből képződnek igék más képzőkkel is. Az -i- megelőzi a főnévi igenév képzőjét tárgyatlan igékben, pl. зеленіти ’zöldülni’. Az -и- megelőzi a főnévi igenév képzőjét tárgyas igék alakításakor, olyanok esetében is, amelyek az azonos lexikai jelentésű tárgyatlan igék párjai lesznek: зеленити ’zöldíteni’.

#### Előképzőkkel
A magyar igekötővel valamennyire analóg módon képződik befejezett igeszemléletű ige folyamatos szemléletű párjából, és a kettőnek azonos a lexikai jelentése. Azonban olyan esetek is vannak, amikor az előképző részben megváltoztatja mindkét ige jelentését, pl. носити – нести ’vinni’ → виносити – винести ’kivinni’.
Más esetekben előképző csak folyamatos ige elé kerül, és ugyanakkor többé-kevésbé megváltoztatja a jelentését:
любити ’szeretni’ → полюбити ’beleszeretni’;
іти ’menni’ → піти ’elmenni’.
Nagyon sok előképző van, amelyek mindenféle jelentésárnyalatokat adnak az igéknek. Például a бігти ’futni, szaladni’ igéből alkotottak:
вбігти ’befutni’;
перебігти ’(vmi mellett) átszaladni’;
побігти ’elfutni’;
пробігти ’(vmin) keresztülfutni, (vmit) átfutni (a tekintetével)’;
підбігти ’odafutni’.
Egyes előképzőkkel és egyben az alapfunkciója szerint visszaható igéket képző -ся toldalékkal egyes igék a cselekvés végsőkig vitelét fejezik ki. Példák:
працювати ’dolgozni’ → запрацюватися ’agyondolgozni magát’;
бігати ’futni’ → набігатися ’kimerülésig futni’;
дзвонити ’csengetni’ → додзвонитися ’addig csengetni, amíg válaszol valaki’, ’sokáig hiába csengetni’.
Két előképző vagy megismétlődő előképző is különféle jelentésárnyalatokat ad. Példák:
бити ’verni’ (folyamatos) → побити ’megverni, elverni’ (befejezett) → попобити ’nagyon megverni/elverni’ (befejezett);
ходити ’járni’ (folyamatos) → приходити ’jönni’ (folyamatos) → поприходити ’nagy számban több irányból jönni’ (befejezett, többes számú alannyal használt).